# Fort Stevenson (32ML1), North Dakota
Fort Stevenson var en mellemstor militærstation på den nordlige prærie ved Missouri River, North Dakota, etableret i juni 1867.:21  Dets hovedopgave var at beskytte trafikken på Missouri River, hvor hjuldampere sejlede emigranter godt på vej til bl.a. Montanas guldfelter.:13  Samtidig indgik fortet som et forstærkende led i en mere og mere tæt kæde af militære forter på den nordlige prærie sammen med Fort Totten, Fort Sully, Fort Rice, Fort Buford og i 1870 Fort Benton.:11-13 
Fortet blev bygget ca. 30 kilometer øst for indianerbyen Like-a-Fishhook Village, men i et område ingen af byens tre stammer havde fået traktat på til frustration for dem sidenhen.:187 

## Fortet og mændene
Fortets bygninger til beboelse var af adobe, mens udhusene var bygget af fyrretræ. Fortet kunne huse to kompagnier menige infanterister:187  samt folk med højere rang.:21  Fransk-amerikaneren Philippe Regis de Trobriand var fortets første kommandant,:58  og han nedfældede sine indtryk om livet i en udpost på prærien. Skønt flere små sammenstød med forskellige siouxer fandt sted under og efter bygningen af fortet,:59  bød de meniges dagligdag som oftest på trivielle opgaver som f.eks. at stå vagt:71 , fælde træer,:135  eller hente vand fra Missouri River:70  til vanding af de nærtliggende haver med kartofler, bønner og andre afgrøder.:170 

## En ny brug af fortet
Med de fleste indianerkrige bragt til ende mod slutningen af 1870erne stod Fort Stevenson ubemandet i sommeren 1883. Missionær Charles L. Hall fik nogle af bygningerne omdannet til en erhversskole for indianerbørn fra det nærtliggende Fort Berthold Indian Reservation.:143  Skolen lukkede i 1894.:164 

## Fortet sættes til salg
Lokale hvide købte stedets bygninger under en auktion i 1897, mens grunden på over 70 kvadrat-miles, Fort Stevenson Military Reservation, blev bortauktioneret i 1901.:302, note 4 

## Stedet kommer under vand
Inden vandet i den kunstige sø Lake Sakakawea oversvømmede ruinen af Fort Stevenson i 1954,:53  undersøgte arkæologer stedet.